# Costa Rica en los Juegos Olímpicos de Atlanta 1996
Costa Rica estuvo representada en los Juegos Olímpicos de Atlanta 1996 por un total de 11 deportistas, 6 hombres y 5 mujeres, que compitieron en 6 deportes.
El portador de la bandera en la ceremonia de apertura fue el yudoca Henry Núñez.

## Medallistas
El equipo olímpico costarricense obtuvo las siguientes medallas:
| Nombre       | Deporte  | Competición   |
| ------------ | -------- | ------------- |
| Oro          |          |               |
| Claudia Poll | Natación | 200 m libre F |
| Plata        |          |               |
| —            |          |               |
| Bronce       |          |               |
| —            |          |               |